# Erle Kyllingmarková
Erle Kyllingmarková (nepřechýleně Erle Kyllingmark; * 1. července 1974) je norská fotografka.

## Životopis
V roce 2009 natočila dokument „Život je zatraceně pěkný“, který byl o sebevraždě její matky. Dokument byl vysílán na NRK 20. prosince 2009. Jako dítě byla jednou z moderátorek pořadu pro děti a mládež Blikkbåx na stanici NRK.
Na konci 90. let studovala fotografii na University of the Arts v Londýně.
Kyllingmarková žije společně s komikem Thomasem Giertsenem.